# Сейтерль, Доминик
Домини́к Сейте́рль (фр. Dominic Seiterle; род. 4 сентября 1975, Монреаль, Квебек) — канадский гребец, выступавший за сборную Канады по академической гребле в период 2000—2008 годов. Чемпион летних Олимпийских игр в Пекине, чемпион мира, победитель этапов Кубка мира, победитель и призёр многих регат национального и международного значения.

## Биография
Доминик Сейтерль родился 4 сентября 1975 года в Монреале, Квебек.
Заниматься академической греблей начал в 1991 году во время учёбы в школе St. Andrew’s School в Мидлтауне, штат Делавэр. Позже состоял в гребной команде Дартмутского колледжа, неоднократно принимал участие в различных студенческих регатах.
Летом 1997 года ему диагностировали рак щитовидной железы, но он сумел оправиться от болезни и вернулся к занятиям греблей, а в 1998 году получил степень бакалавра искусств по психологии и экологическим исследованиям.
Впервые заявил о себе в гребле на взрослом международном уровне в сезоне 2000 года, когда вошёл в основной состав канадской национальной сборной и выступил на этапе Кубка мира в Люцерне. Благодаря череде удачных выступлений удостоился права защищать честь страны на летних Олимпийских играх в Сиднее — в зачёте двоек парных сумел квалифицироваться лишь в утешительный финал С и расположился в итоговом протоколе соревнований на 13-й строке.
После сиднейской Олимпиады Сейтерль на некоторое время прервал свою спортивную карьеру и сконцентрировался на учёбе в Рочестерском университете, где в 2005 году получил степень магистра делового администрирования в области конкуренции в бизнесе и маркетинга. Во время учёбы в Нью-Йорке предпринял благотворительный заезд протяжённостью в 130 км через озеро Онтарио, преодолев дистанцию по воде от Рочестера до Кингстона. Все собранные с этой акции средства были направлены в Медицинский центр Рочестерского университета на онкологические исследования.
В 2007 году Доминик Сейтерль вернулся в основной состав гребной команды Канады, в восьмёрках был лучшим на этапах Кубка мира в Линце и Люцерне, победил на мировом первенстве в Мюнхене, отметился победой на Королевской регате Хенли.
Выиграв этап Кубка мира 2008 года в Люцерне, благополучно прошёл отбор на Олимпийские игры в Пекине. На сей раз в программе восьмёрок обошёл всех своих соперников в финале, в том числе более чем на секунду опередил ближайших преследователей из Великобритании, и тем самым завоевал золотую олимпийскую медаль. За это выдающееся достижение впоследствии все члены этого экипажа были введены в Канадский зал славы спорта.